# Indicatore biologico

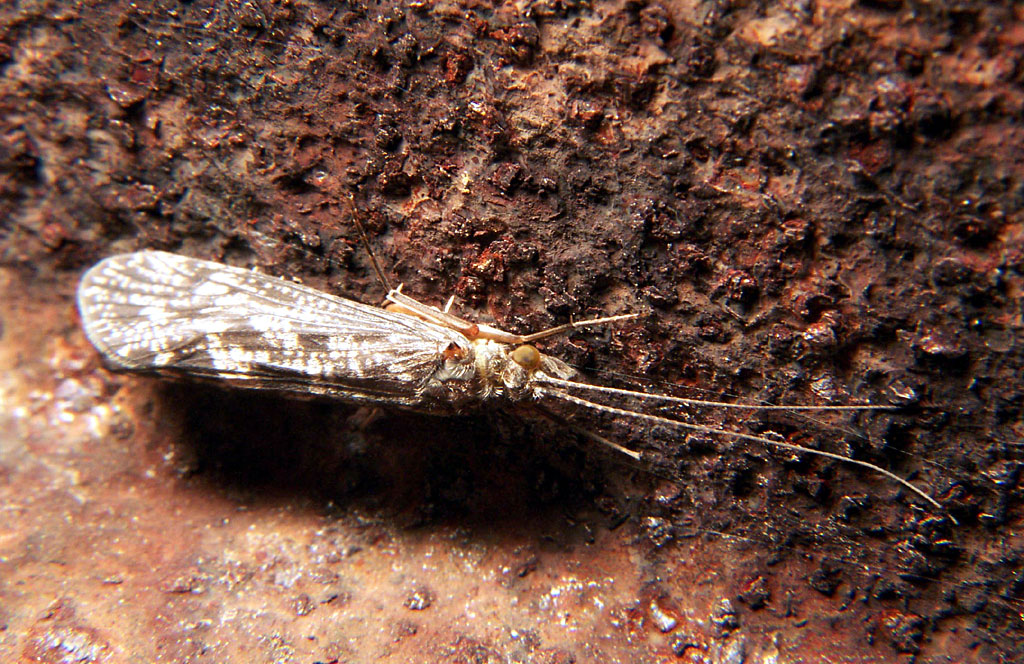
I tricotteri sono insetti utilizzati come indicatori biologici per valutare la qualità dell'acqua.

Con il termine indicatore biologico (o bioindicatore o specie indicatrice) si intende una specie animale, pianta o fungo particolarmente sensibile a cambiamenti apportati da fattori inquinanti all'ecosistema in cui vive.
Secondo Iserentant e De Sloover, un bioindicatore è un organismo o un sistema biologico usato per valutare una modificazione - generalmente degenerativa - della qualità dell'ambiente.
Ad esempio un indicatore biologico è utile per riscontrare una situazione di inquinamento sia grazie alla capacità di accumulare sostanze inquinanti (che potranno poi essere rilevate tramite esami di laboratorio) che grazie alle modificazioni morfologiche a cui molti di essi vanno incontro a causa di stress da inquinamento.

## Requisiti di un bioindicatore
Un organismo per essere vantaggiosamente utilizzato come indicatore biologico deve presentare alcune caratteristiche:
- Accessibilità:
  - deve essere campionabile facilmente;
  - deve avere una soglia di rilevabilità analitica accessibile con tecniche standard.
- Idoneità bio-ecologica:
  - optimum ecologico ed ampia distribuzione nell'area di studio;
  - facile identificazione ed adeguate conoscenze su anatomia, fisiologia ed ecologia dell'indicatore;
  - uniformità genetica e lungo ciclo vitale;
  - scarsa mobilità e facile reperibilità in tutte le stagioni.
- Affidabilità:
  - deve presentare minimi errori sistematici;
  - deve essere direttamente e facilmente utilizzabile per quantificare azioni di intervento, costi e benefici.
- Rappresentatività:
  - deve essere chiaramente correlabile con un certo fenomeno o una certa caratteristica che si vuole rilevare o controllare;
  - deve essere altamente correlabile con l'effetto suddetto, con un minimo di dispersione statistica;
  - deve essere difficilmente camuffabile da fattori di disturbo;
  - deve avere una validità sufficientemente generalizzabile a molte situazioni analoghe, anche se non identiche;
  - deve essere facilmente misurabile e possibilmente monitorabile automaticamente.

Questi indicatori biologici permettono anche di valutare l'effetto che le sostanze inquinanti hanno sulle comunità biotiche che popolano l'ecosistema preso in esame, permettendo di fare una stima sugli interventi da attuare per la salvaguardia delle specie che vi risiedono.
Un ottimo esempio di bioindicatore sono i licheni, organismi viventi frutto di una simbiosi tra un fungo ed un'alga, che sono impiegati per la rilevazione della qualità dell'aria grazie alla loro capacità di bioaccumulare i metalli pesanti presenti nell'atmosfera e per la differente capacità, da parte delle varie specie, di rispondere alla possibile presenza di fattori di stress ambientale.
Sono utilizzate come bioindicatori anche le piante superiori, in particolare per la determinazione degli inquinanti atmosferici, come ad esempio l'ozono. Tale inquinante ad esempio determina clorosi fogliare il che rende facilmente svelabile la sua presenza nell'aria.
Molto utilizzati come bioindicatori sono anche gli organismi bentonici. Sottoinsieme dei bioindicatori sono i bioaccumulatori.